# 론리 플레이스 투 다이
《론리 플레이스 투 다이》(영어: A Lonely Place to Die)는 2011년에 개봉한 영국의 액션 스릴러 영화이다. 줄리언 길베이가 연출하고 형제인 윌 길베이와 함께 각본을 썼다. 멀리사 조지, 에드 스펄리어스, 카렐 로덴, 에이먼 워커, 숀 해리스, 케이트 머가원 등이 출연하였다.

## 줄거리
스코틀랜드 고지에서 우연히 만난 소녀 한 명을 구하기 위해 등산가 다섯 명이 살신성인하고, 그중 네 명이 납치범들에 의해 사망한다. 여기에 소녀의 아버지에게 고용된 추격팀 3명이 따라 붙고, 그중 한 명이 치명상을 입고 쓰러진다. 세르비아 전범인 소녀의 아버지는 납치범들을 산 채로 땅에 파묻는다.

## 출연
- 멀리사 조지 - 앨리슨, 등산가 역
- 에드 스펄리어스 - 에드, 등산가 역
- 앨릭 뉴먼 - 롭, 등산가 역
- 케이트 머가원 - 제니, 등산가 역
- 숀 해리스 - 키드 씨, 납치범 역
- 카렐 로덴 - 다르코, 세르비아인 조직 폭력배 역
- 에이먼 워커 - 앤디, 영국인 용병 역
- 폴 앤더슨 - 크리스, 영국인 용병 역

## 기타 제작진
- 총괄 제작: 마크 펄리노, 테리 러브데이
- 배역: 스티브 데일리
- 미술: 매슈 버턴, 대니엘라 파지오
- 의상: 헤일리 너바워
- 헤어·분장: 러레인 힐

## 시청 등급
- 대한민국: 청소년 관람불가